# Pantà de Sant Llorenç de Montgai
El pantà de Sant Llorenç de Montgai és un embassament al riu Segre, creat per una presa situada entre el municipi d'Os de Balaguer i a prop del nucli de població de Sant Llorenç de Montgai, dins el terme municipal de Camarasa, que s'estén pels termes de Camarasa i Os de Balaguer, a la comarca de la Noguera.
Està situat aigües avall del pantà de Camarasa. Es va construir l'any 1930 i té una superfície total d'unes 131 Ha i una capacitat total de 10 hm³. La presa té una alçada de 25 m des de la cimentació. La part del pantà actualment inclosa dins la zona humida "Pantà de Sant Llorenç de Montgai" és la compresa entre la presa i la població de Camarassa, ja que s'ha ampliat des de la primera delimitació per tal d'incloure també l'interessant bosc de ribera i les comunitats higròfiles associades de la cua de l'embassament.
El pantà de Sant Llorenç de Montgai presenta una plena naturalització, facilitada per una orografia de relleu suau. Als
marges s'hi ha establert una densa franja de canyissar amb boga (Typha angustifolia), així com algunes
jonqueres. A les riberes i illes fluvials s'hi fa un bosc de ribera amb abundants àlbers (Populus alba), salzes blancs (Salix alba), freixes (Fraxinus excelsior), verns (Alnus glutinosa), xops
(Populus nigra), etc.
Pel que fa als hàbitats d'interès comunitari, hi apareixen els hàbitats:
- 6420 "Jonqueres i herbassars graminoides humits, mediterranis, del Molinio-Holoschoenion"
- 92A0 "Alberedes, salzedes i altres boscos de ribera".

Pel que fa a la fauna vertebrada, el pantà és un punt molt important de nidificació, refugi i hivernada d'ocells aquàtics.
Com a nidificants cal fer esment de l'agró roig (Ardea purpurea), el bernat pescaire (Ardea cinerea),
el cabussó emplomallat (Podiceps cristatus), el cabusset (Tachybaptus ruficollis), el martinet menut (Ixobrychus minutus) i la fotja (Fulica atra). El pantà destaca també com a dormidor d'anàtides, limícoles, fotges i corbs marins. Cal destacar també la presència d'arpella, així com de llúdriga, entre els mamífers. Pel que fa als invertebrats, cal destacar la presència del mol·lusc Anodonta cygnea.
Al sector sud-oest, entre la població de Sant Llorenç de Montgai i la presa, hi ha algunes zones enjardinades, amb plantacions d'arbres ornamentals, o amb els marges endegats. Com a principals impactes a destacar, hi ha els derivats d'una excessiva freqüentació, especialment al sector sud-oest, i els derivats de la regulació hidrològica (tant al pantà de Sant Llorenç de Montgai com als pantans situats aigües amunt). Hi ha algunes línies elèctriques molt properes al pantà i algunes infraestructures relacionades amb la captació d'aigües, vora la presa. La zona disposa d'alguns equipaments, com un observatori de fusta vora la població de Sant Llorenç de Montgai, i hi ha també un itinerari senyalitzat al voltant del pantà (Camí de la Ribera, de 4 km).
Aquesta zona humida està inclosa dins l'espai del PEIN "Aiguabarreig Segre-Noguera Pallaresa" i dins l'espai de la
Xarxa Natura 2000 ES5130014 "Aiguabarreig Segre-Noguera Pallaresa". El pantà de Camarasa ha estat declarat Reserva Natural de Fauna Salvatge, amb una superfície de 468,4 Ha.
Als seus voltants es descobreixen paratges naturals de gran bellesa com l'espadat de la coma de Gelis, la paret de l'Os i frondoses pinedes.